# Чуаньци
Чуаньци́ (кит. 传奇, букв. «рассказ о необычном») — литературная форма в китайской литературе периода правления династий Тан, Сун, Юань и Мин.
Первоначально этим термином назывался сборник новелл Пэй Сина, однако к XIII веку он стал применяться для обозначения жанра литературных новелл эпохи династии Тан, а ныне используется и для обозначения любой средневековой китайской новеллы, написанной литературным языком вэньянь. В XIII—XV веках термин «чуаньци» относился к драме, затем, в период империи Мин, им стали обозначать исключительно жанр музыкальной драмы, широко распространённой в XVI—XVII веках.
Продолжительность чуаньци значительно превосходила продолжительность так называемых «южных драм» (наньси́): в пьесе, обычно делившейся на три больших части, могло быть пятьдесят, сто и даже больше картин (обычно от тридцати до пятидесяти), причём некоторые из них могли быть не связаны напрямую с сюжетом, а посвящались, например, воспеванию природных красот. Сам сюжет, в отличие от наньси, существенно отстоял от фольклорной первоосновы, нередко подвергался существенной литературной обработке и изощрениям. Музыкальное оформление в целом соответствовало наньси, то есть отличалось преобладанием южных (в минскую эпоху — в первую очередь куньшаньских) мелодий, хотя в нём могли использоваться барабаны и флейты, более характерные для «северных мелодий» — купай. В отличие от цзацзюй, вокальные партии в чуаньци могли исполняться любым персонажем, более того — в абсолютном большинстве произведений этого жанра пел отнюдь не только главный герой, а многие из участников представления, среди партий могли быть соло, дуэты и хор. Для чуаньци было также характерно чередование стихотворных арий и прозаических диалогов на архаизированном языке.
Основной тематикой произведений этого жанра являются подвиги героев прошлого или сентиментальные приключения влюблённых. Помимо авантюрных и любовных сюжетов встречаются сатирические и нравоучительные. События в чуаньци, как правило, происходят в реально существующих местах, в частности, в столице империи городе Чанъане, однако по ходу действия героям нередко приходится сталкиваться с различными фантастическими существами. В некоторых чуаньци нашли отражение важные политические события эпохи, что было редкостью для китайской классической драмы.